# Орден Трудового Красного Знамени РСФСР
Орден Трудового красного знамени РСФСР — орден Российской Советской Федеративной Социалистической Республики, существовавший с 1920 по 1933 год, присуждался как отдельным людям, так и коллективам за отличия в трудовой деятельности.

## История ордена
Был учреждён постановлением 8-го Всероссийского съезда Советов рабочих, крестьянских, красноармейских и казачьих депутатов 28-го декабря 1920 года.
... В целях отличия перед всей Республикой Советов тех групп трудящихся и отдельных граждан, которые проявили особую самоотверженность, инициативу, трудолюбие и организованность в разрешении хозяйственных задач, 8-й Съезд Советов постановляет установить Орден Трудового Красного Знамени и его знак.
Награждения производились с апреля 1921 года по январь 1933 года.
Орден учреждался как коллективная и индивидуальная награда, в отличие от ордена Боевого Красного Знамени. 14 апреля 1921 года Президиумом ВЦИК был объявлен всероссийский конкурс на эскиз ордена (знака первого трудового пролетарского отличия), итог был подведён только в марте 1922 года, победителем объявлен красноармеец С. И. Куклинский, выпускник Строгановского художественного училища, эскиз которого с незначительными изменениями, — вместо слов «Труд — обязанность граждан» на орден были помещены слова «Герою труда» и на знамя был добавлен лозунг «Пролетарии всех стран, соединяйтесь!», — начал чеканиться на Московском платиновом заводе.
Первыми учреждениями, которые были награждены орденом, стали 25 апреля 1921 года Тульский оружейный и Тульский патронный заводы, Охтенский и Шостенский капсульные заводы за:
выполнение программы производства винтовок и патронов во время угрозы захвата Тулы Деникиным.
Первым кавалером ордена Трудового Красного Знамени стал крестьянин Никита Захарович Менчуков, житель села Чигиринки Быховского уезда Гомельской губернии РСФСР, награждённый 28 июля 1921 года. А последним кавалером стал А. Я. Вышинский, прокурор РСФСР, награждённый 21 января 1933 года.
По одним данным, было совершено 163 награждения, в том числе 43 рабочих коллектива и Дагестанская АССР. По другим данным — 43 награждения коллективов, из которых дважды этим орденом был отмечен труд работников Нижегородской радиолаборатории и 115 награждений работников индивидуально.Из них 23 февраля 1923 года два Нижегородских рабочих завода «Красная Этна» П. П. Лодягин и К. П. Фельдман.
Начиная с 1925 года, производилось также награждение и орденом Трудового Красного Знамени СССР, однако, так как самого ордена не было, по 1931 год выдавались ордена тех республик, где располагался коллектив или рабочий.
Дважды были награждены: К. Н. Бабчук, бывший смотрителем Ейского маяка, и Нижегородская радиолаборатория.
Впоследствии орден был замещён всесоюзным орденом Трудового Красного Знамени.